# ミネオショウ
ミネオ ショウ（1985年1月19日 - ）は、日本の俳優。東京都出身。ヴィヴィアン所属。

## 略歴・人物
1985年（昭和60年）1月19日、東京都出身。
21歳の時、美容師から役者に転身。 劇団に３年間在籍した後、映画、ドラマ、MV、CM等、数々の映像作品に出演。 数多くの映画で主演を務める。
個性的な感性や確かな演技力に定評があり、監督やプロデューサーからの信頼が厚くリピーターが多い。
短編作品『私以外の人』(谷口雄一郎監督)で、 第9回 商店街映画祭 山崎貴賞を受賞。
『ラストラブレター』(森田博之監督) は、第11回 田辺・弁慶映画祭映画祭 映画.com賞&キネマイスター賞を受賞。テアトル新宿にて上映され連日満席に。
2018年の『さくらになる』（大橋隆行監督）で長編映画に初主演。2019年7月公開の話題作、映画『アルキメデスの大戦』（山崎貴監督）に出演。
公開待機中の作品が多数控えており、近年はメジャー作品の監督からの大きな商業映画への出演依頼も増え、今後が期待されている注目の俳優の一人である。

## 出演

### 映画
- めかくし（2007年）茶谷真以監督 主演
- 君の肩（2007年）岩下力監督 主演 ＊第５回NHKミニミニ映像大賞ベストテクニカル賞
- コ（2009年）真壁幸紀監督 主演 ＊ヨーロッパ企画Presents第5回ショートショートムービーフェスティバル本選出場
- 魂を握り潰した男（2011年）前田万吉監督 芥川龍之介 役
- 揺れに揺られて揺られてゆらり（2011年） 真壁幸紀監督
- メリーゴーラウンド（2011年）岡元雄作監督 主演マザコン役 ＊東葛映画際2012　グランプリ、＊山形国際ムービーフェスティバル2011　審査員特別賞、第５回 ひめじ国際短編映画祭　観客賞
- カラガラ（2012年）森田博之監督
- 三億光年の彼方から（2012年）真壁幸紀監督
- Bubble（2012年）岡元雄作監督 主演 ＊SSFF＆アジア2012ミュージックShort部門クリエイティブアワード受賞
- THE SUN AND THE MOON （2012年）真壁幸紀監督 主演 ＊　ルイヴィトン主催 【JOURNEYS AWARDS】 グランプリ受賞
- Ring a Bell（2013年）岡元雄作監督　 ＊第１回八王子Short Film映画祭　グランプリ
- ボーイミーツギター（2013年）早坂亮輔監督 主演
- THEATER OF THE DEAD（2013年） 川村清人監督
- The borderline（2014年）真壁幸紀監督 主演 【ASVOFF-ROMA】 ブルガリ主催ファッション映画祭ファイナリスト
- 東京戯曲（2014年）平波亘監督 役が抜けない舞台俳優 　薫 役　　 ＊新宿K’s cinemaにて３週間上映
- 時空のおっさん（2014年）鈴木淳評監督 クソ社会（DV彼氏）役
- ヒロシ・ライジング（2015年）前川達哉監督
- Light and Shadow（2015年）鈴木淳評監督
- DRIVE ME CRAZY（2015年）鈴木淳評監督
- 私以外の人（2015年）谷口雄一郎監督 主演　　＊ 京都国際映画祭クリエイターズファクトリー　エンターテインメント映像部門審査員特別賞、第３回八王子Short Film映画祭　準グランプリ、第9回商店街映画祭 準グランプリ&山崎貴賞
- ゆきおんなの夏（2016年） 亀山睦実監督
- ミラー（2016年） 山岡大祐監督　企画　＊Moon Cinema Project 2016（短編企画コンペティション）ノミネート
- Last Love Letter （2016年）森田博之監督　　主演 ＊第11回 田辺・弁慶映画祭　映画.com賞／キネマイスター賞
- ジンギスカン食べたい！『ジンギスカンスイッチ』（2017年） 小笠原風監督
- さくらになる（2017年） 大橋隆行監督　主演　　＊TAMA NEW WAVE ある視点部門にて上映
- CRYING BITCH（2017年） 津野励木監督　主演　　＊SXSW（サウスバイサウスウエスト）2018　MIDNIGHT SHORT部門 ノミネート
- 世界で一番最後の魔法 （2018年）森田博之監督　　主演
- アルキメデスの大戦（2019年）山崎貴監督　＊ 全国東宝系劇場にてロードショー
- MAD CATS（2021年）津野励木 監督　 主演
- ホゾを咬む（2023年）高橋栄一監督 主演・茂木ハジメ 役[1]
- 光る鯨（2023年）森田博監督 見知らぬ店員 役[2]
- きまぐれ（2024年）永岡俊幸監督 谷勝 役[3]
- 台風なんだって、明日（2026年公開予定）入江祐斗監督[4]

### テレビドラマ
- 日本テレビ開局55周年記念番組 ヒットメーカー 阿久悠物語（2008年、日本テレビ）金子修介監督　 ＊ヴィレッジシンガーズ 小池哲夫 役
- 乃木坂シネマズ〜STORY of 46〜 第5話 結道 （2019年、フジテレビ） ＊篠田海斗 役

### CM・広告
- Canon「TS-Eレンズ」
- ワーナーシャドウ・オブ・ウォー 「絶対に忘れない彼女編」
- MOTION GALLERY「MOTION GALLERYにできること」
- KAGOME「カゴメ・野菜生活」
- スクウェア・エニックス星のドラゴンクエスト
- PlayStation 4 Game of Wa
- メルカリ
- Nintendo Switchデモンエクスマキナ
- NTTひかりTV
- LINE証券
- アフラック
- PayPay
- ジャパンタクシーアプリ

### Music Video
- 織田哲郎「CAFÉ BROKEN HEAT」(監督: CRAZY JOE）
- H！dE「アイコトバ〜Pinky Ringの誓い〜」(監督: CRAZY JOE）
- Butterfly（バタフライ）「ダレデモイイ feat.SLOTH」(監督: CRAZY JOE）
- ★STAR GUITAR「Something New feat. Still Caravan」（監督: 山崎 賢）
- UMBERBROWN「Grace](監督: 荒船泰廣）
- 一穂「キミは僕の世界」（監督: 森田博之）
- 8utterfly（バタフライ）「好きすぎて…キミ依存、」（監督:佐野円香)
- ゆれる「夜のキャベツ畑」(監督:鈴木淳平)
- カメレオ「サンドウィッチLOVE」（監督:エリザベス宮地)

### 舞台
- アロッタファジャイナ番外公演【君といた夏】 野木組「月落トのみなも」（2007年）
- アロッタファジャイナ番外公演【クリスマス、愛の演劇祭】 松枝組「スノー・グレーズ」（2007年）
- アロッタファジャイナ番外公演ラフプレー第１弾【Golden Weeeek!!!】 ギャラリールデコ （2008年）
- アロッタファジャイナ番外公演 乃木組｢対角線に浮かぶソネット｣ 参宮橋トランスミッション （2008年）
- アロッタファジャイナ第９回公演 ｢ルドンの黙示｣ 新国立劇場（2008年）
- アロッタファジャイナ第10回公演｢ 今日も、ふつう。｣ 新宿・シアターモリエール （2008年）
- アロッタファジャイナ第11回公演｢偽伝、ジャンヌ・ダルク｣ 池袋・シアターグリーンＢＡＳＥ（2009年）
- ナグラチーム旗揚げ公演 ｢魂℃OUT｣ 西池袋・ＧＥＫＩＢＡ（2009年）
- アロッタファジャイナ第12回公演「溺れる家族」新宿タイニイアリス（2009年）
- エムキチビート「L･I･V･E vol3変・速・機！」参宮橋シアタートランスミッション（2009年）
- キテレツゥ第一回公演「遠吠えが聞こえるか。～モチーフ／人間失格～」RAFT（2009年）
- アロッタファジャイナ番外公演『11月戦争とその後の6カ月』（2009年）
- ナグラチーム×クラゲ荘『おばおばおばおばおばおばおばおばおばおばおばおばお化けだよ～稲妻のロックお化け』中野HOPE（2010年）
- プロジェクト文学製作委員会企画製作「　Project BUNGAKU 太宰 治　」八幡山ワーサルシアター（2010年）
- みどり人＃10 寸劇集『ボンボン』　北品川フリースペース楽間（2013年）
- BELGANAL4th.『gokko』　渋谷宮益坂十間スタジオ（2018年）